# Monika Nienstedt-Westermann
Monika Nienstedt-Westermann (* 8. Dezember 1943 in Neuhaus, Kreis Paderborn) ist eine deutsche Psychologin und Psychotherapeutin, bekannt für ihre Arbeit im Bereich der Kinderpsychologie und insbesondere für ihre Forschung zur Sozialisation von Kindern in Ersatzfamilien.

## Leben und Wirken
Monika Nienstedt ist die Tochter von Heinz Nienstedt (1914–1989) aus Recklinghausen und von Hedwig Nienstedt, geb. Goercke (1911–1999). Nach ihrem Abitur im Jahr 1964 absolvierte Monika Nienstedt ein Psychologiestudium an der Westfälischen Wilhelms-Universität Münster und schloss es 1969 mit dem Diplom ab.
Im Jahr 1969 wurde sie wissenschaftliche Hilfskraft in der von Wilhelm Witte geleiteten Abteilung für allgemeine und angewandte Psychologie des Psychologischen Instituts der Universität Münster. 1975 promovierte sie bei Wilhelm Witte mit einer experimentellen Arbeit zur Eindruckswirkung von Farben. Von 1971 bis 1981 war sie wissenschaftliche Assistentin am Psychologischen Institut der Pädagogischen Hochschule Westfalen-Lippe / Universität Münster.
Ab 1973 beschäftigte sie sich gemeinsam mit ihrem späteren Ehemann, dem Psychologen Arnim Westermann, mit den spezifischen Sozialisationserfahrungen fremdplatzierter Kinder und den Bedingungen, die es den Kindern ermöglichen, ihre oftmals traumatischen Vorerfahrungen in neuen Beziehungen aufzuarbeiten und zu korrigieren. Nach ihrer Promotion widmeten sich Nienstedt und Westermann diesem Thema als Forschungsprojekt. Ein Hauptergebnis ihrer Arbeit war die Entwicklung einer Theorie zur Integration von Kindern in Ersatzfamilien.

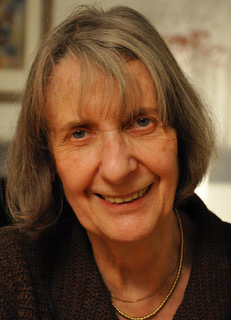
Monika Nienstedt

1982 gründete das Paar eine psychologische Praxis. Der von ihnen entwickelte Ansatz einer „familialen Milieutherapie“, in der sie als Paar dem Kind als elterliche Übertragungsobjekte zur Verfügung stehen, erwies sich in Diagnostik und Therapie als wirkungsvoll. 2007 erschien bei Klett-Cotta das Buch „Pflegekinder und ihre Entwicklungschancen nach frühen traumatischen Erfahrungen“. Es behandelt Wirkung und Verarbeitung früher traumatischer Erfahrungen und zeigt, auf welchem Weg und unter welchen Bedingungen Kinder trotz solcher Erfahrungen eine gesunde Persönlichkeitsentwicklung in neuen Eltern-Kind-Beziehungen nehmen können.
1992 wurde Monika Nienstedt Mitglied im Kuratorium der "Stiftung zum Wohl des Pflegekindes", dem sie immer noch beratend angehört.
Monika Nienstedt-Westermann beriet das Team des 2024 veröffentlichten multimedialen Lehrprojekts „Fallbeispiel Thomas“ der Frankfurt University of Applied Sciences in psychologischen Fragen, das im Rahmen des Online-Lehrformats zum Kinderschutz entwickelt wurde.

## Auszeichnungen
- 2023: Bundesverdienstkreuz[6]

## Veröffentlichungen (Auswahl)
- Monika Nienstedt, Arnim Westermann: Pflegekinder. Psychologische Beiträge zur Sozialisation von Kindern in Ersatzfamilien. 5.  Auflage. Votum, Münster 1998, ISBN 3-926549-12-2.
- Monika Nienstedt, Arnim Westermann: Pflegekinder und ihre Entwicklungschancen nach frühen traumatischen Erfahrungen. 6.  Auflage. Schulz-Kirchner, Idstein 2020, ISBN 978-3-608-98426-2 (Erstausgabe:  2007, ISBN 3-608-96007-4, Völlig überarb. Neuausg. von: Pflegekinder. Psychologische Beiträge zur Sozialisation von Kindern in Ersatzfamilien).
- Monika Nienstedt: Zur Verarbeitung traumatischer Erfahrungen. In: Stiftung "Zum Wohl des Pflegekindes" (Hrsg.): 1. Jahrbuch des Pflegekinderwesens. Schwerpunktthema: Traumatisierte Kinder. 5., überarb.  Auflage. Schulz-Kirchner, Idstein 2008, ISBN 978-3-8248-0390-3, S. 52–65 (Erstausgabe:  1994).
- Monika Nienstedt, Arnim Westermann: Die Chancen von Kindern in Ersatzfamilien. In: Herbert E. Colla u. a. (Hrsg.): Handbuch Heimerziehung und Pflegekinderwesen in Europa. Luchterhand, Neuwied 1994, ISBN 3-472-02339-2, S. 791–798.
- Monika Nienstedt: Das Besuchsrecht der Eltern und das Erleben des auf Dauer fremdplatzierten Kindes. In: Stiftung "Zum Wohl des Pflegekindes" (Hrsg.): 3. Jahrbuch des Pflegekinderwesens. Kontakte zwischen Pflegekind und Herkunftsfamilie. Schulz-Kirchner, Idstein 2004, ISBN 3-8248-0439-5, S. 127–152.
- Monika Nienstedt, Arnim  Westermann: Zur Entwicklung neuer Eltern-Kind-Beziehungen in Pflegefamilien. In: Gisbert Roloff, Barbara Zoeke (Hrsg.): 10 x Gerechtigkeit. Unterwegs mit Sisyphos. Pabst, Lengerich 2007, ISBN 978-3-89967-348-7, S. 96–108.
- Monika Nienstedt: Zur Verarbeitung früher traumatischer Erfahrungen in neuen Eltern-Kind-Beziehungen. In: Christiane Buhmann (Hrsg.): Alles auf Sand gebaut? Über die Arbeit mit Kindern und Jugendlichen, die an den Folgen früh aufgetretener Entwicklungsstörungen leiden (= Arbeitshefte Kinderpsychoanalyse. Nr. 45). Brandes & Apsel, 2010, ISSN 0721-9628, S. 82–106.
- Monika Nienstedt: Anmerkungen zu psychologischen Gutachten in Sorge- und Umgangsrechtsverfahren bei Pflegekindern. In: Stiftung "Zum Wohl des Pflegekindes" (Hrsg.): Ein Pflegekind werden. Kindzentrierte Beiträge zur Inobhutnahme, Begutachtung, Perspektivklärung und Begleitung der Herkunftsfamilie (= Jahrbuch des Pflegekinderwesens. Nr. 7). Schulz-Kirchner, Idstein, ISBN 978-3-8248-1224-0, S. 109–134.
- Monika Nienstedt: Mit dem Kind spielen. In: Stiftung "Zum Wohl des Pflegekindes" (Hrsg.): Stärkung der Pflegekinder. Herausforderungen aus psychologischer, pädagogischer und rechtlicher Sicht (= Jahrbuch des Pflegekinderwesens. Nr. 8). Schulz-Kirchner, Idstein 2023, ISBN 978-3-8248-1313-1, S. 189–204.